# Bataille d'Aqaba
Pour les articles homonymes, voir Aqaba (homonymie).
Grande Révolte arabe au cours de la Première Guerre mondiale
Batailles
- La Mecque
- Médine
- Taïf
- Yenbo
- Aqaba
- Wadi Musa
- al-Samna
- Megiddo

La bataille d'Aqaba  (livrée le 6 juillet 1917) oppose l’armée ottomane aux combattants arabes de la Révolte arabe, menée par Auda ibu Tayi et T. E. Lawrence et appuyée par les forces navales britanniques. La défaite de la garnison ottomane permet aux rebelles de prendre le port d'Aqaba (ou Akaba) qui devient dès lors un point de transit pour les Britanniques et isole les troupes ottomanes stationnées à Médine.

## Contexte
À la suite d'une attaque infructueuse sur Médine, les forces de la Révolte arabe sous le commandement de l'émir Fayçal étaient sur la défensive face aux Turcs. Lawrence, envoyé par le général Archibald Murray, commandant du Corps expéditionnaire égyptien, pour opérer en tant que conseiller militaire auprès de Fayçal, tira enseignement de l'expédition sur El-Ouedj (opération amphibie) et se dit que l'on ne pourrait pas répéter ce genre d'entreprise à Akaba, car prendre le port ne suffisait pas en soi, il fallait aussi contrôler l'oued Ithm entre Akaba et Maan (ville située sur le parcours du chemin de fer Damas-Médine). Fort de ce raisonnement, Lawrence parvint à convaincre Fayçal de lancer une attaque contre Aqaba, mais depuis l'intérieur avec l'aide des tribus locales, et non à la suite d'un débarquement. Aqaba était un port occupé par une garnison turque dans l'actuelle Jordanie, pouvant menacer les forces britanniques opérant en Palestine. Les Turcs s'en servirent également comme base en 1915 pour attaquer le canal de Suez. Il fut également suggéré que Fayçal prenne le port comme moyen pour les Anglais d'approvisionner les forces arabes. Bien qu'il ne prît pas lui-même part à la bataille, Fayçal mit à disposition de Lawrence un grand nombre de ses hommes. Son cousin le Sherif Nasir agissait en tant que chef des troupes arabes. Lawrence s'aida également du concours d'Auda ibu Tayi, chef de la tribu bédouine des Howeitat, ce qui lui permit de se lancer accompagné d'une large troupe dans cette expédition.
Aqaba n'était pas en soi un obstacle militaire majeur ; il s'agissait d'un village simplement gardé par un fortin occupé par une garnison visant à prévenir une attaque par la péninsule du Sinaï. La difficulté principale de l'expédition était la traversée du désert du Néfoud, généralement considérée comme impossible.

## La bataille

### Prélude
L'expédition se dirigea vers Aqaba en mai. Malgré la chaleur du désert, les bédouins ne rencontrèrent pas de difficultés particulières si ce ne sont quelques attaques de bandes arabes à la solde des Turcs. Ils perdirent plus d'hommes à cause de morsures de serpents et de scorpions que d'attaques de l'ennemi. Au cours de cette expédition, les forces d'Auda et Lawrence causèrent également des dégâts majeurs au chemin de fer du Hedjaz.
Auda et ses hommes atteignirent la région du Wadi Sirhan, occupée par la tribu des Rualla. Auda paya 6 000 livres en or à leurs chefs pour leur autoriser l'utilisation du Wadi Sirhan comme base pour leurs opérations.
Le plan de Lawrence était de convaincre les Turcs que la cible de son attaque était Damas, plus qu'Aqaba. À ce moment de l'expédition, il mena une exploration solitaire, détruisant un pont de chemin de fer à Baalbek. Lawrence fit ceci essentiellement pour convaincre les Turcs que la force arabe, sur laquelle ils n'avaient que peu d'informations, se dirigeait vers Damas ou Alep.
L'expédition approcha de Daraa, et prit la gare de chemin de fer située à proximité. Cette attaque révéla aux Turcs, qui n'avaient pas saisi les intentions arabes, qu'Aqaba était bien l'objectif. Quatre escadrons totalisant 400 cavaliers turcs furent envoyés, mais les hommes d'Auda purent aisément les éviter.

### Aqaba
La bataille d'Aqaba se déroula en fait essentiellement à la forteresse ottomane d'Abou el Lissal, à mi-chemin entre Aqaba et la ville de Ma'an. Un groupe séparé de rebelles arabes, en coordination avec l'expédition, avait pris la position quelques jours auparavant, mais un bataillon d'infanterie turc la reprit. Ils attaquèrent ensuite un campement arabe et tuèrent plusieurs d'entre eux.
Ayant eu connaissance de ces faits, Auda lança personnellement une attaque contre les troupes turques le 6 juillet. La charge arabe fut victorieuse. La résistance turque fut faible, mais les Arabes massacrèrent par pure vengeance plusieurs centaines de soldats, avant que leurs chefs puissent les en empêcher. Au total, 300 Turcs furent tués et 160 autres capturés, pour seulement 2 tués et quelques blessés. Lawrence faillit lui-même périr au cours des opérations : il tua maladroitement son dromadaire en lui tirant un coup de pistolet dans la tête, et fut éjecté à plusieurs mètres lors de la chute. Auda également frôla plusieurs fois la mort : six balles traversèrent ses vêtements sans l'atteindre mais fracassèrent ses jumelles et sa jument fut abattue par les tirs ennemis.
Entre-temps, quelques navires britanniques se positionnèrent au large d'Aqaba elle-même, et commencèrent à bombarder le fort. À ce moment, Lawrence, Auda et Nasir avaient rassemblé leurs troupes ; elles étaient désormais quadruplées, se montant à environ  2 000 hommes, les bédouins des environs ayant désormais rejoint la rébellion à la suite de la défaite des Turcs à Lissal. Cette force contourna les lignes défensives d'Aqaba et reçut la reddition des troupes ottomanes du fort.

## Conséquences

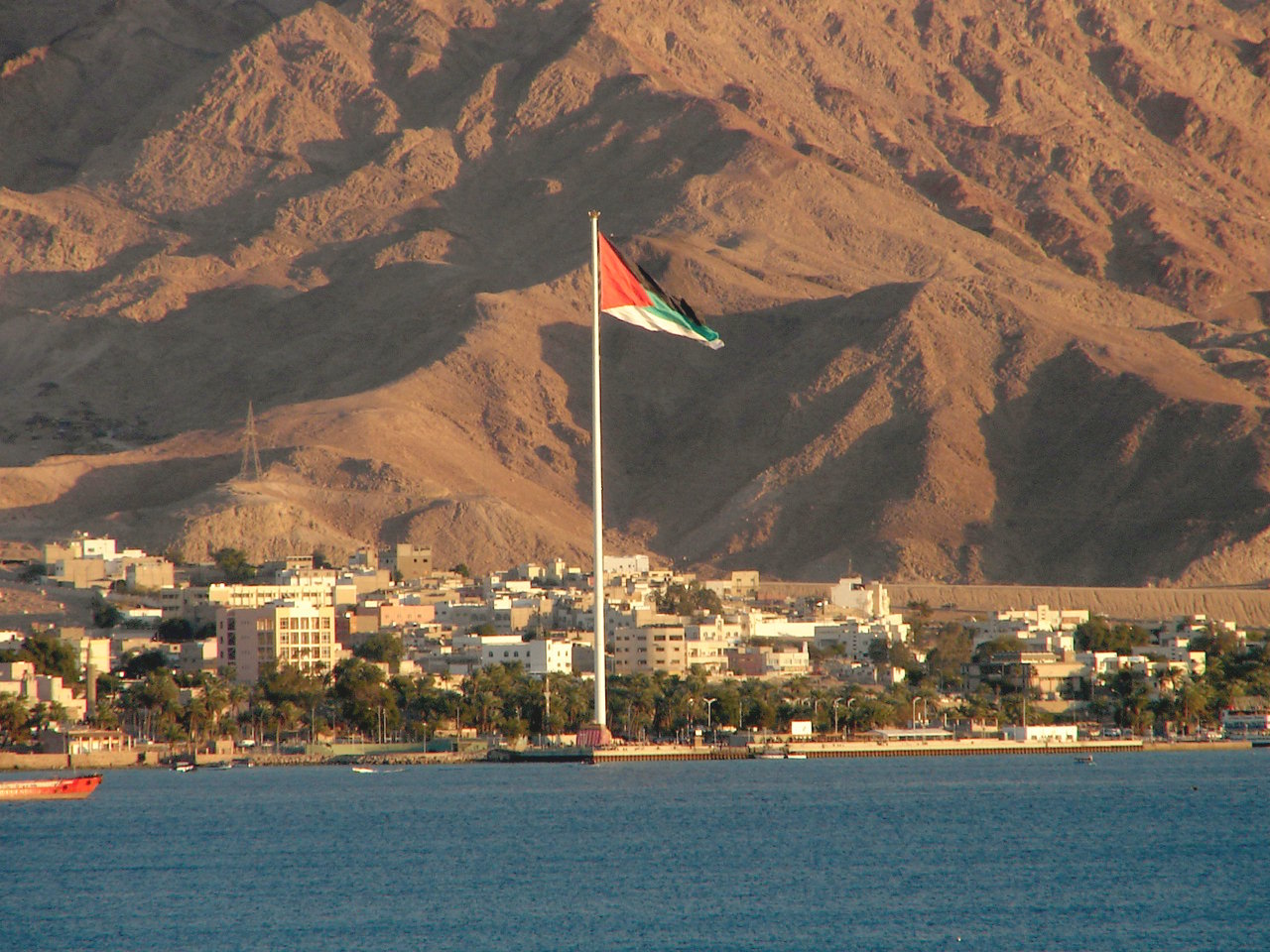
La hampe de drapeau d’Aqaba, en Jordanie, vue de la mer.

La prise d'Aqaba permit le déplacement des troupes de Fayçal plus loin vers le nord, où des opérations pouvaient dorénavant être menées grâce au soutien logistique britannique transitant par Aqaba. L'ouverture de ce second front permit également de soulager les Britanniques en Palestine, et isola de facto les troupes ottomanes établies à Médine. Elle permettait également d'envisager la mise sur pied d'opérations militaires en Syrie et Jordanie.

## Inspiration artistique
La campagne et la bataille sont illustrées dans le film Lawrence d'Arabie de David Lean, mais la représentation de la charge des Arabes contre Aqaba apparaît inexacte. L'intervention de la flotte britannique n'est pas non plus évoquée.
Érigée en 2004, la « hampe de drapeau d’Aqaba », à Aqaba en Jordanie, d’une hauteur de 132 mètres, arbore souvent le drapeau de la Révolte arabe.

## Sources
- Lawrence, T.E., Les Sept Piliers de la sagesse, Payot, Paris, 1937.
- Lawrence, T.E., Révolte dans le désert.
- Thomas, Lowell., With Lawrence of Arabia (1924).